# Apomecyna acutipennis
Apomecyna acutipennis es una especie de escarabajo longicornio del género Apomecyna, subfamilia Lamiinae. Fue descrita científicamente por Kolbe en 1893.
Se distribuye por Camerún, Kenia, Nigeria, Uganda, República Democrática del Congo, Somalia y Tanzania. Posee una longitud corporal de 6,5-12,5 milímetros. El período de vuelo de esta especie ocurre en todos los meses del año, excepto en agosto.